# Niels Wubben
Niels Wubben (né le 20 février 1988 à Naaldwijk) est un coureur cycliste néerlandais. Spécialiste du VTT et du cyclo-cross, il pratique également le cyclisme sur route.

## Biographie
Niels Wubben commence sa carrière en tant que vététiste. Il est notamment vice-champion d'Europe de cross-country espoirs (moins de 23 ans) derrière Mathias Flückiger en 2010. Après avoir goûté au cyclo-cross lors de la saison 2010-2011, il termine troisième du championnat des Pays-Bas de cyclo-cross en 2012. Aux mondiaux de cyclo-cross 2012 à Coxyde, en Belgique, il se classe 15e et premier coureur néerlandais. Il décide alors de se concentrer désormais pleinement sur la discipline. Il quitte l'équipe de VTT Rabobank-Giant Offroad Team et rejoint Rabobank Development le 1er janvier 2013 puis l'équipe Telenet-Fidea en 2014. En 2014 et 2015, il participe aux mondiaux et termine respectivement 23e et 26e. Il n'est pas conservé à l'issue de la saison 2015. Il participe à des compétitions de cyclo-cross et de VTT jusqu'en début d'année 2017, puis arrête sa carrière.

## Palmarès en VTT

### Championnats du monde universitaire
- Nimègue 2008
  -  Médaillé de bronze du cross-country

### Championnats d'Europe
- Haïfa 2010
  -  Médaillé d'argent du cross-country espoirs

### Championnats nationaux
- 2005
  - 3e du cross-country juniors
- 2010
  - 3e du cross-country marathon
- 2014
  - 2e du cross-country

## Palmarès en cyclo-cross
- 2011-2012
  - 3e du championnat des Pays-Bas de cyclo-cross